# Osona (comarca)
Osona là một comarca (hạt) của Catalonia, Tây Ban Nha. Thủ phủ là Vic. Dân số (2001) 129.543 người.

## Các đô thị
Dân số năm 2001.
- Alpens - 278
- Balenyà - 3.213
- El Brull - 186
- Calldetenes - 1.998
- Centelles - 5.822
- Collsuspina - 268
- Espinelves - 184
- Folgueroles - 1.693
- Gurb - 1.955
- Lluçà - 267
- Malla - 239
- Manlleu - 17.532
- Les Masies de Roda - 710
- Les Masies de Voltregà - 2.873
- Montesquiu - 822
- Muntanyola - 341
- Olost - 1.158
- Oristà - 633
- Orís - 248
- Perafita - 356
- Prats de Lluçanès - 2.687
- Roda de Ter - 5.210
- Rupit i Pruit - 341
- Sant Agustí de Lluçanès - 105
- Sant Bartomeu del Grau - 1.106
- Sant Boi de Lluçanès - 566
- Sant Hipòlit de Voltregà - 3.047
- Sant Julià de Vilatorta - 2.414
- Sant Martí d'Albars - 134
- Sant Martí de Centelles - 772
- Sant Pere de Torelló - 2.188
- Sant Quirze de Besora - 1.970
- Sant Sadurní d'Osormort - 81
- Sant Vicenç de Torelló - 1.806
- Santa Cecília de Voltregà - 206
- Santa Eugènia de Berga - 1.973
- Santa Eulàlia de Riuprimer - 863
- Santa Maria de Besora - 178
- Santa Maria de Corcó - 2.165
- Seva - 2.578
- Sobremunt - 87
- Sora - 182
- Taradell - 5.270
- Tavertet - 146
- Tavèrnoles - 273
- Tona - 6.072
- Torelló - 12.286
- Vic - 32.703
- Vidrà - 163
- Viladrau - 863
- Vilanova de Sau - 332